# Sadarsa
Sadarsa is een geslacht van vlinders van de familie uilen (Noctuidae), uit de onderfamilie Stictopterinae.

## Soorten
- S. africana Berio, 1974
- S. longipennis Moore, 1882
- S. tenuis Moore, 1867